# Settimane musicali Ascona
Le Settimane musicali Ascona sono un festival di musica classica. La rassegna, fondata nella primavera del 1946, è seconda in Svizzera per longevità solo al Festival di Lucerna. Ogni anno tra la fine di agosto e l'inizio di ottobre si esibiscono a Locarno e Ascona artisti e orchestre di fama internazionale.

## Storia
Le Settimane musicali sono state fondate nel 1946 ad Ascona, nel Canton Ticino, dall'avvocato Leone Ressiga Vacchini (1911-1976) con il sostegno del pianista Alessandro Chasen e più tardi anche del compositore di origine russa Vladimir Rudol'fovič Fogel'. Inizialmente la rassegna – denominata Settimana Musicale di Ascona - si svolgeva in primavera sull’arco di sette giorni, con un programma che prevedeva alcuni concerti che si tenevano in una sala da ballo. Dal 1949 i concerti furono ospitati nella “Sala del palazzo scolastico”, in realtà la palestra delle nuove scuole comunali di Ascona, e fu solo a partire dal 1968 che la chiesa del Collegio Papio di Ascona e la chiesa di S. Francesco a Locarno divennero le sedi ufficiali dei concerti. La manifestazione propone oggi una quindicina di appuntamenti l’anno, nel periodo che spazia tra la fine di agosto e l'inizio di ottobre, utilizzando anche altre location, come ad esempio la sala della Società Elettrica Sopracenerina di Locarno per i recital di giovani artisti. Nel 2020, in occasione del 75° del festival, é prevista un'edizione anniversario.

## Musica e artisti
A causa delle drammatiche condizioni dell'Europa nel secondo dopoguerra e conseguentemente delle scarse opportunità per gli artisti di tenere concerti, sin dalla sua fondazione nel 1946 le Settimane di Ascona furono in grado di attirare artisti di fama internazionale. L'ambiente familiare e l’accoglienza calorosa sopperiva in qualche modo alla mancanza di una vera sala da concerto. Fondamentale per il festival fu sin dalla prima edizione la disponibilità e la stretta collaborazione con l’unica formazione sinfonica presente su territorio ticinese, l'Orchestra della Svizzera italiana(OSI), che all’epoca era l’orchestra della Radio della Svizzera italiana con sede a Lugano.
Innumerevoli interpreti e artisti di fama mondiale sono apparsi e continuano ad apparire alle Settimane Musicali. Una piccola selezione: Walter Gieseking, Isaac Stern, Martha Argerich, Philippe Entremont, Mstislav Leopol'dovič Rostropovič, Yo-Yo Ma, Neville Marriner, Murray Perahia, Beaux Arts Trio, Cecilia Bartoli, Renaud Capuçon. Francesco Piemontesi, direttore artistico del festival in carica dal 2015, appare spesso lui stesso come pianista. 
Il programma, che comprende tutti i generi di musica classica, consiste di solito in 6 o 7 concerti sinfonici, 2 o 3 concerti con orchestre da camera o coro, e 5 o 6 recital di solisti o formazioni di musica da camera.

## Pubblico
Il motto delle Settimane musicali è sempre stato "grande musica con grandi interpreti". La rassegna ha potuto contare sin dalla fondazione su un pubblico fedele composto in buona parte da ospiti di Ascona provenienti dalla Svizzera tedesca e dalla Germania. La musica classica, per contro, non ha mai vantato una radicata tradizione nella popolazione ticinese e ciò ha anche fatto sì - come ha scritto il presidente di lunga data della rassegna, Dino Invernizzi, nel volume anniversario per i 60 anni delle Settimane musicali (2005) - che il programma si sia a lungo concentrato in larga misura sulle grandi opere note del repertorio classico e romantico, a scapito di composizioni più moderne o contemporanee. Dal 2015, sotto la direzione artistica di Francesco Piemontesi, si è notata tuttavia una maggiore apertura verso opere più sperimentali. Nel 2019, ad esempio, il ciclo pianistico "Catalogue d'oiseaux" di Olivier Messiaen è stato eseguito all'aperto, nel corso di una giornata e in quattro sedi diverse, dal pianista di fama mondiale Pierre-Laurent Aimard.

## Forma di organizzazione
Per decenni le Settimane musicali di Ascona sono state organizzate dal locale ufficio del turismo. La direzione artistica venne affidata a un comitato presieduto prima da Leone Ressiga Vacchini (1946 – 1976) e poi da Dino Invernizzi (1977-2015). Dal 2015 la gestione della rassegna è passata nelle mani della Fondazione Settimane Musicali Ascona sotto la presidenza di Francesco Ressiga Vacchini, già sindaco di Ascona tra il 1992 e il 1996. Contemporaneamente alla costituzione della fondazione, la direzione artistica è stata delegata al pianista ticinese Francesco Piemontesi (*1983). Oltre al Presidente, il Consiglio di Fondazione comprende un rappresentante di ciascuno dei membri fondatori: l’Organizzazione turistica Lago Maggiore e Valli, il Comune di Ascona, il Consiglio patriziale di Ascona e gli Amici delle Settimane Musicali.

## Composizioni su commissione
Dal 1978 al 2003 le Settimane Musicali hanno commissionato ogni anno a un compositore svizzero una nuova opera da presentare in prima esecuzione al festival. L’iniziativa si interruppe con il ritiro di "Pro Helvetia" in qualità di donatore. Fra le opere commissionate, una in particolare ha avuto successo, il concerto per violino di Norbert Moret, eseguito per la prima volta nel 1988, nella chiesa di S.Francesco, da Anne-Sophie Mutter accompagnata dall'Orchestra della Svizzera italiana diretta da Marc Andreae.

## Associazione degli Amici
Il festival è sostenuto da una cerchia di amici (Amici delle Settimane musicali Ascona). È possibile aderire all'associazione come membro o come mecenate. La cerchia degli amici sostiene in particolare la presenza al festival di giovani talenti e organizza concerti per bambini e giovani.